# المنظمة الدولية لقانون التنمية
المنظمة الدولية لقانون التنمية (IDLO) هي منظمة حكومية دولية مكرسة لتعزيز سيادة القانون. يرتكز علمها على تعزيز سيادة القانون والتنمية، كما تعمل على تمكين الأفراد والمجتمعات للمطالبة بحقوقهم، وتقدم للحكومات المعرفة اللازمة لأعمالها. هي تدعم الاقتصادات الناشئة والبلدان المتوسطة الدخل لتعزيز قدرتها القانونية وإطار سيادة القانون من أجل التنمية المستدامة والفرص الاقتصادية. كما أنها المنظمة الحكومية الدولية الوحيدة التي تتمتع بصلاحيات حصرية لتعزيز سيادة القانون ولديها خبرة في العمل في عشرات الدول حول العالم. يقع المقر الرئيسي للمنظمة الدولية لقانون التنمية في العاصمة الإيطالية روما، ولديها مكتب فرعي في لاهاي وهي واحدة من عضو مراقب في الجمعية العامة للأمم المتحدة.
عملت المنظمة الدولية لقانون التنمية في العشرات من الدول، وتركَّز عملها على بناء المؤسسات والتمكين القانوني. تضم شبكة خريجيها أكثر من 20 ألف متخصص قانوني في 175 دولة و46 جمعية خريجين مستقلة. ترتبط المنظمة الدولية لقانون التنمية من خلال عدة مذكرات تفاهم مع وكالات الأمم المتحدة وحكومات وجامعات وكيانات أخرى. كما تأتي المساهمات المالية الرئيسية للمنظمة من الوكالة الأسترالية للتنمية الدولية ومؤسسة غيتس ومركز الأبحاث الحراجية الدولية ‏ والبنك الأوروبي للإنشاء والتعمير والاتحاد الأوروبي ومؤسسة فورد والمؤسسة الألمانية للتعاون الدولي والصندوق الدولي للتنمية الزراعية والأكاديمية الوطنية للطب والصندوق الكويتي للتنمية الاقتصادية العربية وصندوق الأوبك للتنمية الدولية وبرنامج الأمم المتحدة الإنمائي واليونيسيف بالإضافة إلى العديد من الدول وهي كندا والصين والدنمارك وفرنسا وأيرلندا وإيطاليا وهولندا والسويد وسويسرا والمملكة المتحدة والولايات المتحدة.

## تاريخ
بدأت المنظمة الدولية لقانون التنمية في عام 1983 كمنظمة غير حكومية (تحت اسم المعهد الدولي لقانون التنمية) أسسها ثلاثة مستشارين قانونيين في مصر هما الأمريكيان مايكل هاجر وويليام لوريس والفرنسي جيل بلانشي، برئاسة د. إبراهيم شحاتة (مؤسس صندوق أوبك للتنمية الدولية ونائب رئيس ومستشار عام للبنك الدولي من 1983 إلى 1998). كما ضم المجلس شخصيات عديدة منها الأستاذ الجامعي رينيه ديفيد. قدمت حكومتا الولايات المتحدة وإيطاليا التمويل الأولي لبدء التشغيل وتم توقيع اتفاقية إنشاء المقر الرئيسي في روما في عام 1988. تحول المعهد إلى منظمة حكومية دولية في عام 1991 بعد أول جمعية للدول الأعضاء في عام 1990. وبعد سقوط جدار برلين، تم توفير المزيد من التدريب والمساعدة في مجال الإصلاح القانوني والقضائي في البلدان النامية والبلدان التي تمر بمرحلة انتقالية. في النصف الثاني من 90، تم إيلاء اهتمام أكبر أيضا للتنمية المستدامة والمجتمع المدني فضلا عن البلدان الخارجة من الصراعات إن لم يكن الإبادة الجماعية (على سبيل المثال. رواندا وكمبوديا). في عام 2002، تم تغيير اسم المعهد إلى منظمة قانون التنمية الدولية. وفي عام 2001، تم منح المنظمة مقعد كمراقب الدائم في الأمم المتحدة. وفي عام 2014، افتتحت المنظمة مكتباً فرعياً في لاهاي.

## الحوكمة

### الدول الأعضاء
كمنظمة حكومية دولية، تتكون العضوية في المنظمة من الدول الموقع على اتفاقية تأسيس المنظمة الدولية لقانون التنمية. الأطراف السبعة والثلاثون في اتفاقية تأسيس المنظمة هم:
| العضو            | سنة الانضمام |
| ---------------- | ------------ |
| أفغانستان        | 2012         |
| أستراليا         | 2000         |
| النمسا           | 1994         |
| بلغاريا          | 1996         |
| بوركينا فاسو     | 2003         |
| الصين            | 1989         |
| الإكوادور        | 1998         |
| مصر              | 1990         |
| السلفادور        | 2012         |
| فرنسا            | 1989         |
| هندوراس          | 2015         |
| إيطاليا          | 1993         |
| الأردن           | 2009         |
| كينيا            | 2009         |
| الكويت           | 2010         |
| ليبيريا          | 2019         |
| مالي             | 2017         |
| منغوليا          | 2015         |
| الجبل الأسود     | 2018         |
| موزمبيق          | 2011         |
| هولندا           | 1990         |
| أوفيد            | 2009         |
| باكستان          | 2015         |
| باراغواي         | 2009         |
| بيرو             | 2009         |
| الفلبين          | 1989         |
| قطر              | 2019         |
| رومانيا          | 2005         |
| السنغال          | 1990         |
| السودان          | 1989         |
| السويد           | 2017         |
| تونس             | 1991         |
| تركيا            | 2011         |
| أوغندا           | 2019         |
| الولايات المتحدة | 1988         |
| فيتنام           | 2019         |

### هيكل الحوكمة

#### الجمعية العامة
أعلى هيئة لصنع القرار في المنظمة الدولية لتطوير القانون هي الجمعية العامة التي تتكون من جميع الأعضاء، ويتمثلها في تحديد السياسات والإشراف على عمل المدير العام.

#### المدير العام
يتم انتخاب المدير العام من قبل الأعضاء لمدة أربع سنوات.

#### المجلس الاستشاري الدولي
يتألف المجلس الاستشاري الدولي للمنظمة الدولية لقانون التنمية من:
- عبد اللطيف الحمد: رئيس مجلس الإدارة والرئيس التنفيذي للصندوق العربي للإنماء الاقتصادي والاجتماعي.
- عبدو ضيوف: رئيس جمهورية السنغال السابق.
- ويلي موتونجا: رئيس المحكمة العليا السابق في كينيا.
- توماس بيكرينغ: سفير سابق للولايات المتحدة ووكيل وزارة الخارجية
- ماري روبنسون: المفوض السامي السابق للأمم المتحدة لحقوق الإنسان
- ألبي ساكس: قاضية سابقة في المحكمة الدستورية لجنوب إفريقيا
- محمد يونس: الحائز على جائزة نوبل للسلام، رئيس مركز يونس ومؤسس بنك جرامين